# Šoproň
Šoproň (1370 m) – szczyt w grupie górskiej Wielkiej Fatry w Karpatach Zachodnich na Słowacji. Znajduje się w długim i krętym grzbiecie, którego zwornik znajduje się w grzbiecie łączącym szczyty Ploská i Borišov, bliżej tego ostatniego. Grzbiet ten biegnie w kierunku północnym, tworząc lewe zbocza długiej Lubochniańskiej doliny (Ľubochnianska dolina). Kolejno, poczynając od Borišova znajdują się w nim szczyty: Šoproň, Javorina, Štefanová i Malý Lysec, na którym grzbiet rozgałęzia się.
Šoproň to mało wybitny szczyt. Znajduje się w bliskiej odległości od Chaty pod Borišovom. Jego wierzchołek i południowo-wschodnie stoki opadają do Lubochniańskiej Doliny, a dokładniej do jej górnego odgałęzienia o nazwie Močidlo. Stoki te są w dużym stopniu trawiaste. Są to hale pasterskie do dzisiaj wypasane. Pasterski szałas znajduje się w źródliskowej części doliny Močidlo. Stoki północno-zachodnie opadają do Belianskiej doliny (Belianska dolina). Są bardziej strome i porośnięte lasem.
Šoproň znajduje się w obrębie Parku Narodowego Wielka Fatra. Prowadzi przez niego szlak turystyczny – Magistrala Wielkofatrzańska (Veľkofatranská Magistrála). Południowo-wschodnie, bezleśne stoki ponad dolinką Močidlá są w zimie niezłym terenem narciarskim dla gości schroniska pod Boryszowem. Spod szczytu oryginalne widoki na potężne masywy Ploski i Borišova.

## Szlaki turystyczne
odcinek Magistrali Wielkofatrzańskiej: Ľubochňa – Kopa – Tlstý diel – Ľubochianske sedlo – Vyšne Rudno – sedlo Príslop – Chládkové – Kľak – Vyšná Lipová – Jarabina – Malý Lysec – Štefanová – Javorina – Šoproň – Chata pod Borišovom. Suma podejść 2140 m, odległość 24,1 km, czas przejścia 8,40 h, ↓ 8 h.

## Przypisy

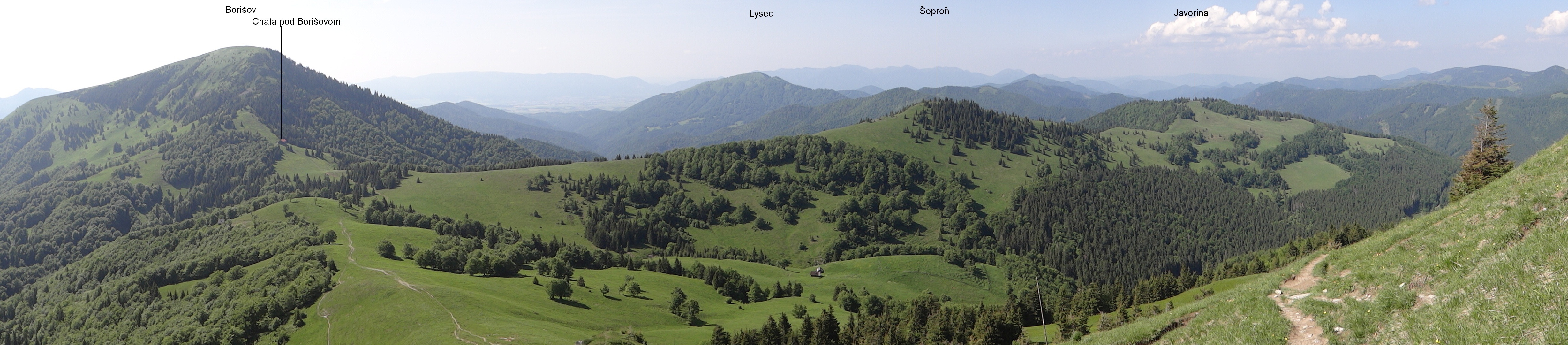
Widok ze zboczy Ploski